# Kaspar Adam Stenger
Kaspar Adam Stenger, auch Caspar Adam Stenger (* 1649; † 12. Januar 1690 in Wolfenbüttel) war ein deutscher herzoglicher Rat und Bibliothekar. Er leitete von 1685 bis 1690 die Herzog August Bibliothek in Wolfenbüttel.

## Leben
Kaspar Adam Stenger wurde 1649, unmittelbar nach Ende des Dreißigjährigen Krieges, geboren. Er war der Sohn des Erfurter Predigers Nicolaus Stenger (1609–1680). Einer seiner älteren Brüder war der evangelische Theologe Johann Melchior Stenger. Stenger war am Wolfenbütteler Hof als Geheimer Kammersekretär der gemeinsam regierenden Herzöge Rudolf August und Anton Ulrich tätig.
Er wurde 1685 zum Bibliothekar der Herzog August Bibliothek in Wolfenbüttel ernannt. Stenger war damit der dritte Bibliothekar nach dem namensgebenden Gründer Herzog August. Unter seiner Leitung wurden zahlreiche wichtige und monumentale Werke erworben, darunter das Theatrum Sabaudiae, Italiae, Belgii et regii et foederati, weiterhin Bücher aus den Sammlungen des Historikers Charles Ancillon und des Diplomaten Joachim de Wicquefort (1600–1670). Stenger konnte Herzog Anton Ulrich zum Kauf der aus dem elsässischen Kloster Weißenburg stammenden Weißenburger Manuskripte bewegen, die nach elfjährigen Verhandlungen kurz nach Stengers Tod in Wolfenbüttel eintrafen. Es handelte sich dabei um 104 wertvolle mittelalterliche Handschriften, die für 1000 Taler erworben wurden. Sein Nachfolger Gottfried Wilhelm Leibniz fand sie bei seiner Berufung am 14. Januar 1691 bereits vor. In den Jahren 1687/88 arbeitete Stenger an der Weiterführung des Wolfenbütteler Bücherrad-Kataloges mit.
Stenger starb im Januar 1690 im Alter von 40 Jahren in Wolfenbüttel und wurde im Braunschweiger Dom, dessen Kanonikus er war, bestattet.